# Chirurgie hystéroscopique
Cet article concerne la chirurgie hystéroscopique. Pour une définition plus large de l'hystéroscopie et de son usage en tant qu'examen diagnostique, voir hystéroscopie.

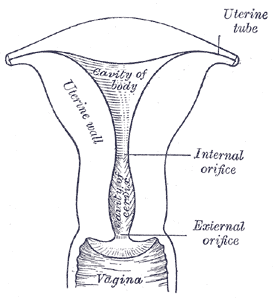
Canal cervical et cavité utérine.

La chirurgie hystéroscopique est une technique chirurgicale, utilisée en gynécologie, reposant sur l'usage de l'hystéroscopie afin d'apporter un traitement chirurgical à des anomalies, des maladies, et des malformations de la cavité utérine.

## Principes
L’hystéroscopie consiste à voir à l’intérieur de l’utérus (hystéro = utérus, et scopie = « regarder » : « Regarder dans l’utérus »).
La chirurgie hystéroscopique consiste donc à opérer à l’intérieur de la cavité utérine, en introduisant un instrument appelé hystéroscope opératoire. Le diamètre de cet hystéroscope peut varier de 1,7 mm à 9 mm. On parle de « résectoscope » quand il est constitué d’une optique, d’une « anse » de résection (sorte de « fil à couper le beurre » dans lequel passe un courant électrique de section qui permet de couper sous contrôle de la vue), et d’un « tunnel à double voie » par lequel arrive et repart du liquide (du sérum physiologique, le plus souvent)).
L’instrument est introduit par le col de l’utérus, il n’y a donc ni ouverture, ni cicatrice (le col de l’utérus est, en général, préalablement « préparé » par deux comprimés de prostaglandine (le misoprostol, longtemps utilisé en France sous le nom commercial de Cytotec a toutefois été retiré du marché en 2018) placés dans le vagin une à deux heures avant l’intervention, afin d'assouplir le col utérin et de le dilater facilement pour pouvoir introduire l’instrument, qui mesure 9 mm de diamètre).
Le chirurgien voit en permanence ce qu’il est en train de faire, grâce à l’optique qui est reliée à un « moniteur » (écran de télévision).
La cavité utérine est lavée en permanence pendant toute la durée de l’intervention par un flux de liquide (du sérum physiologique si le courant électrique utilisé est bipolaire, ou du glycocolle si le courant électrique utilisé est monopolaire) qui permet à la fois de distendre cette cavité pour avoir une bonne vision, et d’évacuer le sang.
Contrairement à l'hystéroscopie diagnostique, qui peut s'effectuer le plus souvent sans anesthésie ou avec une anesthésie locale grâce au très faible diamètre de l'hystéroscope alors utilisé, le recours à la chirurgie hystéroscopique s'accompagne généralement d'une anesthésie régionale ou générale, quelques interventions mineures pouvant se faire sous anesthésie locale.

## Indications
La chirurgie hystéroscopique est indiquée lorsque le traitement médical s’est révélé inefficace pour traiter une pathologie de la cavité utérine responsable de symptômes gênants ou comme alternative à la chirurgie traditionnelle.
Elle est le plus souvent proposée dans les cas suivants :
- Fibrome de la cavité utérine, dit fibrome sous-muqueux, responsable de saignements anormaux (métrorragies), de règles longues et abondantes (ménorragies), et de douleurs. (On parle alors de résection hystéroscopique de fibrome).
- Polype bénin de la cavité utérine, responsable de saignements anormaux (métrorragies), de règles longues et abondantes (ménorragies), et de douleurs. (On parle alors de résection hystéroscopique de polype).
- Épaississement anormal de la muqueuse utérine (endomètre) responsable de saignements anormaux (métrorragies) et de règles longues et abondantes (ménorragies), et pour lequel le traitement médicamenteux n’a pas fonctionné. (On parle alors d’endométrectomie).
- Malformation utérine (résection de cloison utérine dans les utérus cloisonnés).
- Synéchies utérines (c'est-à-dire l’existence d’un accolement anormal entre les deux faces de la cavité utérine, à la suite d'un curetage utérin trop appuyé avec mise à nu du myomètre).
- Stérilisation tubaire par pose de dispositif obturateur dans les orifices utérins (ostium tubaire) des trompes utérines.

Le retrait de polypes ou de fibromes pourrait faciliter la grossesse pour les femmes présentant des problèmes de fertilité, avec un niveau de preuves faible.

## Intérêts
Les intérêts de la chirurgie hystéroscopique, par rapport à une chirurgie classique (laparotomie, ou chirurgie par voie vaginale, ou cœlioscopie) sont multiples, et ils ont été maintes fois prouvés par des études comparatives :
- Conservation de l’utérus (alors qu'avant l'existence de la chirurgie hystéroscopique, beaucoup de femmes se voyaient proposer une hystérectomie en raison d'une pathologie de la cavité utérine).
- Pas de fragilisation de l’utérus en vue d’une grossesse future (contrairement aux interventions « à utérus ouvert »).
- Opération moins invasive, impliquant des douleurs post-opératoires moindres que les autres interventions chirurgicales, mais à ne pas négliger cependant en fonction de diamètre de l'hystéroscope utilisé et de la nature de l'intervention.
- Diminution du risque infectieux.
- Pas d’ouverture de la paroi abdominale.
- Diminution de la durée opératoire.
- Diminution de la durée d’hospitalisation (puisque cette chirurgie se fait la plupart du temps en ambulatoire, avec une sortie de la patiente le jour même).
- Diminution de la durée d’arrêt de travail et reprise plus rapide des activités (La différence est de un jour d’arrêt pour la chirurgie hystéroscopique, contre un mois d’arrêt pour une intervention « à utérus ouvert »).
- Accessoirement, absence de cicatrice apparente.

## Choix anesthésiques et gestion de la douleur
Alors que l'évitement de douleurs inutiles est une obligation éthique résultant du code déontologie médicale, et que sa non-prise en compte est le principal facteur d'échec des hystéroscopies, ce facteur n'est pas toujours pris au sérieux. Une méta-revue Cochrane analysant 32 études sur ce sujet pour de simples hystéroscopies diagnostiques, fait état de résultats non concluants en raison de la très faible qualité de ces études et des biais qui les affectent. En Grande-Bretagne, en 2013, une députée a fait état au Parlement de nombreux cas de patientes opérées sans aucune anesthésie, ou avec une anesthésie locale notoirement insuffisante, alors que certaines disaient avoir enduré des douleurs bien supérieures à celles d'un accouchement.

### Anesthésie locale
L'application de lidocaïne par aérosol sur le col réduit la douleur et la sensation d'inconfort, tandis que l'administration d'un gel ou d'une solution de lidocaïne à 2 %  (5ml) s'est révélée inefficace dans des cas de biopsie de l'endomètre, et ne prévenait pas en outre le risque de malaise vagal. 
L'utilisation d'anti inflammatoires non stéroïdiens une heure avant l'intervention, bien que controversée, était jugée raisonnable en 2011.

### Anesthésie générale
Le principe est de préférer des anesthésiants à faible durée d'action, afin de permettre une opération en ambulatoire. Le Rémifentanil, dont la demi-vie est très courte, est un bon candidat. Cette option est parfois préférée à une anesthésie régionale, où la demi-vie des produits est plus élevée. Cette option toutefois ne permet pas d'atténuer les douleurs post-opératoires, et leur gestion doit avoir été prévue au préalable.

## Préparation et dilatation du col utérin
Si les hystéroscopes de très faible diamètre ne nécessitent pas de mesure de dilatation du col utérin, le recours à des mesures de préparation doit être envisagé pour des diamètres plus élevés, surtout en l'absence d'anesthésie générale. Chez les nulligestes, patientes ménopausées, ou présentant des massifs cervicaux opérés ou de petite taille, des césariennes antérieures et utérus très anté ou rétro versés, la préparation peut éviter l'une des complications connues, le faux-trajet. Le passage du col vaginal représente la moitié des complications enregistrées. 
Le Misoprostol a longtemps été préconisé. Toutefois, selon une méta-revues de 2013, il ne présenterait pas d'avantages scientifiquement prouvés en termes de bénéfices-risques par rapport à un simple placebo bien qu'il présente un bénéfice chez la patiente avant la ménopause et puisse être retenu en seconde intention pour les cas difficiles, eu égard à ses effets secondaires,.
L'utilisation d'agents osmotiques telles que les laminaires a également été étudiée, et semble plus efficace que le Misoprostol sur le nombre de dilatations mécaniques nécessaires, bien que la qualité de l'étude soit de niveau faible.

## Limites techniques
Les examens pratiqués avant l’intervention (échographie, hystérosonographie…) permettent dans la majorité des cas d’apprécier au mieux le volume et la situation d’un fibrome ou d’un polype et de décider s’il est possible de l’enlever par une chirurgie hystéroscopique ou pas.
Mais il arrive parfois qu’une chirurgie hystéroscopique ait été décidée, et que le chirurgien s’aperçoive, une fois qu’il a débuté l’hystéroscopie, qu’un fibrome est particulièrement volumineux, ou qu’il a moins de la moitié de son diamètre à l’intérieur de la cavité utérine, ou qu’il est mal situé (à côté d’une trompe utérine). Il décide alors finalement de ne pas « se lancer » dans une intervention qui risque d’être trop hémorragique, ou trop longue, ou trop risquée (risque de perforation de l’utérus, en particulier).
L’intervention initialement prévue n’a alors pas lieu, et un autre traitement est discuté ensuite avec la patiente.

## Complications
Même s’il n’y a pas de cicatrice, et même si on quitte la clinique le jour-même, la chirurgie hystéroscopique n’est pas une « petite chirurgie » !
Comme pour toute intervention chirurgicale, la chirurgie hystéroscopique comporte des risques opératoires et anesthésiques, et des complications post-opératoires.
Ces risques et ces complications sont essentiellement représentés par :
- Des hémorragies par blessure d’un vaisseau sanguin du muscle utérin (myomètre) en cours d’intervention, obligeant très rarement à ouvrir le ventre, voire à pratiquer une ablation de l’utérus (hystérectomie) en urgence.
- Des perforations utérines (c'est-à-dire que l’instrument de résection, ayant « creusé » trop en profondeur dans le muscle utérin (myomètre), finit par traverser la paroi externe de l’utérus et se retrouve dans la cavité abdominale, risquant ainsi de blesser l’intestin, le rectum, les voies urinaires, ou les vaisseaux sanguins). Ces perforations utérines en cours d’intervention obligent à arrêter l’intervention, et à pratiquer une cœlioscopie pour regarder dans l’abdomen afin de s’assurer qu’il n’y a pas eu de blessure d’un organe intra-abdominal.
- Des hémorragies secondaires dans les heures ou les jours qui suivent l’intervention, qui obligent parfois à réintervenir.
- Des complications infectieuses (endométrite, salpingite).
- Des synéchies utérines, c'est-à-dire un accolement anormal des deux faces de la cavité utérine à l’endroit où la chirurgie a eu lieu, obligeant à réintervenir pour lever cet accolement.

Ces risques sont limités (le risque de complication grave, selon les études, est de moins d’un cas sur 1000).
C’est essentiellement en raison de ces risques de complications que le chirurgien consulté peut être amené à refuser une chirurgie hystéroscopique s’il estime qu’un fibrome est trop volumineux, ou mal situé (près des vaisseaux sanguins, ou trop près de la paroi externe de l’utérus). Il discutera alors le choix d’un autre traitement avec la patiente.

## Conséquences
- Sur la vie quotidienne et sur la sexualité :

Passés les quelques jours qui suivent l’intervention (où la patiente est encore gênée par les effets de la chirurgie elle-même), cette chirurgie ne provoque aucun changement dans la vie de tous les jours, ou dans les rapports intimes. Toutes les activités habituelles, y compris les activités sportives et sexuelles, sont autorisées.
- Sur la possibilité de procréation :

Hormis le cas très rare où cette chirurgie se complique d’une synéchie utérine (accolement anormal des deux faces de la cavité utérine), la chirurgie hystéroscopique a le plus souvent pour but d’améliorer la possibilité de procréer (par exemple en enlevant un fibrome ou un polype qui empêchaient jusque-là la nidation correcte de l’œuf dans l’utérus).
De plus, cette chirurgie ne provoque pas de fragilisation de la paroi utérine, de sorte qu’un accouchement naturel est possible.